# Atlasschildkröte
Die Atlasschildkröte (Megalochelys sivalensis) war die größte bekannte Landschildkröte, die je gelebt hat. Die Art gehörte zur Megafauna Asiens.

## Beschreibung
Atlasschildkröten gelten als größte und schwerste Landschildkröten. Die Größenangaben reichen von 2,50 bis 2,70 Meter Panzerlänge, bis zu 1,80 Meter Gesamthöhe und einem Gewicht zwischen 900 und 4000 Kilogramm. Der Rückenpanzer war gleichmäßig gewölbt und am Rand verdickt. Die Tiere ähnelten vermutlich den Seychellen-Riesenschildkröten, waren aber wesentlich größer. Der Bauchpanzer besaß stark verlängerte und hervorragende Kehlschilder, was als Konvergenz zu den Cylindraspis von den Maskarenen aufgefasst werden kann.

## Verbreitung
Fossilfunde sind vom Miozän bis ins Pliozän bekannt und wurden in Indien, Pakistan, Thailand und auf den indonesischen Inseln Sulawesi und Timor geborgen. Pleistozäne Fossilfunde in Höhlensedimenten Maltas lassen ebenfalls auf sehr große Schildkröten schließen, ob es sich um Atlasschildkröten handelt, wird diskutiert, ist aber aufgrund der zu fragmentarischen Stücke bisher nicht sicher zu entscheiden.

## Synonyme
- Colossochelys atlas Falconer & Cautley, 1844
- Geochelone atlas Falconer & Cautley, 1844
- Megalochelys atlas Falconer & Cautley, 1844
- Testudo atlas Lydekker, 1880
- Testudo atlas Wieland, 1896
- Testudo atlas Brown, 1931
- Testudo margae Hooijer, 1954

## Belege
1. ↑  Vlachos, Evangelos (2019). On the nomenclature of the largest tortoise that ever lived: Megalochelys sivalensis Falconer & Cautley, 1837 vs. Colossochelys atlas Falconer & Cautley, 1844 (Reptilia, Testudinidae). The Bulletin of Zoological Nomenclature. 76 (1): 162. doi:10.21805/bzn.v76.a050